# Gen-Y Cops
Gen-Y Cops és una pel·lícula de Hong Kong dirigida per Benny Chan, estrenada el 2000. Ha estat doblada al català.
És la continuació del film Gen-X Cops, estrenat l'any 1999.

## Argument
Una companyia nord-americana fabricant d'armament ha dissenyat un robot ultra perfeccionat capaç de substituir a les persones en la guerra i evitar així la pèrdua de més vides humanes. Però el test de funcionament no surt com tots esperaven, i el robot perd el control. Malgrat els dubtes que això genera, s'envia el robot a Hong Kong, on ha de participar en una exhibició. Dos fronts vetllaran per la seva seguretat. D'una banda, un grup de joves policies de Hong Kong, i per una altra, un agent de l'FBI. El xoc entre tots dos serà imminent i farà que el treball, aparentment senzill, es compliqui fins al límit de posar en perill les seves vides.

## Repartiment
- Stephen Fung: Partit
- Sam Lee: Alien
- Edison Chen: Edison
- Christy Chung: Inspector Chung
- Anthony Wong: Dr Tang
- Eric Kot: Dr Lai
- Johnnie Guy: Dr. Cameron
- Richard Sun: Kurt Lee
- Dirk Rommeswinkel: Donovan
- Mark Hicks: Ross Tucker
- Paul Rudd: Ian Curtis
- Maggie Q: Jane Quigley
- Raymond Lee: Venedor de marisc

## Al voltant de la pel·lícula
- Destacar una curta aparició del director Lee Lik-chi com a taxista, i la de l'actor Vincent Kok en el paper del Dr Wang.

## Premis i nominacions
- Nominació al premi al millor actor debutant (Edison Chen), millors coreografies (Li Chung-Chi), millor vestuari i maquillatge i millor mescla (Tsang King-Cheung), en els Hong Kong Film Awards 2001.